# Moebius (film, 2013)
Pour les articles homonymes, voir Moebius.
Pour plus de détails, voir Fiche technique et Distribution.
Moebius (hangeul : 뫼비우스, RR : Moi-bi-woo-seu, littéralement « Ruban de Möbius ») est un film dramatique sud-coréen écrit et réalisé par Kim Ki-duk, sorti en 2013.
Ce film a été présenté en compétition à la Mostra de Venise fin août 2013

## Synopsis
Humiliée et rendue folle par la liaison qu'entretient son mari avec une 
femme plus jeune, une femme décide d'émasculer ce dernier pendant son sommeil. N'y parvenant pas, elle se rabat sur son fils, auquel elle fait subir le sort initialement prévu pour son mari...

## Fiche technique
- Titre original : 뫼비우스
- Titre international : Moebius
- Réalisation : Kim Ki-duk
- Scénario : Kim Ki-duk
- Photographie : Kim Ki-duk[3]
- Montage : Kim Ki-duk[3]
- Son : Lee Seung-yeop[3]
- Musique : Park In-young[3]
- Production : Kim Soon-mo[4]
- Société de production : Finecut[1]
- Pays d'origine : Corée du Sud
- Langue originale : coréen
- Format : couleur
- Genre : drame
- Durée : 90 minutes[2]
- Dates de sortie :
  -  Italie : août 2013 (Mostra de Venise)
  -  Corée du Sud : 5 septembre 2013

## Distribution
- Jo Jae-hyeon : le père
- Seo Yeong-joo : le fils
- Lee Eun-woo : la mère

## Production
Moebius a été tourné en deux semaines au printemps 2013.
En juin 2013 Korea Media Rating Board (KMRB) censure le film en raison de scènes incestueuses entre mère et fils. Le réalisateur doit couper une trentaine de séquences d'une durée globale de deux minutes trente secondes. A la troisième tentative, il obtient l'autorisation de distribution dans son pays. À ce propos il déclare dans un communiqué : « “As a filmmaker [cutting the scenes] is unfortunate, but in a market environment where major movies dominate theaters, I could not give up on this hard-won opportunity for the film to be released." ».

## Accueil

### Sorties internationales
Ce film a été présenté en compétition à la Mostra de Venise fin août 2013 où le réalisateur a été chaleureusement accueilli sur le tapis rouge, au Festival international du film de Toronto à la mi-septembre 2013 et au Festival international du film de Pusan au début d'octobre 2013.
Après l'interdiction annoncée par le Korea Media Rating Board, le film sort finalement le 5 septembre 2013 en Corée du Sud.

### Box-office
| Pays ou région | Box-office     | Date d'arrêt du box-office | Nombre de semaines |
| -------------- | -------------- | -------------------------- | ------------------ |
| Corée du Sud   | 34 708 entrées | 22 septembre 2013          | 4                  |

En avant-première sud-coréenne, Moebius attire 608 spectateurs entre le 30 août et 1er septembre 2013. Après le jour de sa sortie nationale, il se place à la dixième place avec 16 611 spectateurs pour cumuler 22 178 entrées, mais descend doucement jusqu'au quatrième week-end du 20 et 22 septembre 2013 avec un total de 34 708 entrées.

## Distinctions

### Nominations et sélections
- AFI Fest 2013
- Mostra de Venise 2013 : sélection hors compétition